# Telpaneca
Telpaneca est une municipalité nicaraguayenne du département de Madriz au Nicaragua.